# ハーン・ヤーノシュ
ハーン・ヤーノシュ（Hahn János 、1995年3月15日 - ）は、ハンガリー・セクサールド出身の同国代表プロサッカー選手。FC DAC 1904ドゥナイスカー・ストレダ所属。ポジションはFW。

## 経歴

### クラブ
パクシュSEでキャリアをスタート。2013年夏にパクシュとの契約を満了し、プスカシュ・アカデーミアFCにフリーで加入した。
2014年夏、古巣パクシュSEに復帰。2020-21シーズンのネムゼティ・バイノクシャーグIでは22ゴールを挙げ、得点王のタイトルを獲得した。

### 代表
2021年6月1日、代表未出場ながら、UEFA EURO 2020に参加するハンガリー代表メンバー26人の一人に選出された。同月4日、大会直前に開催されたキプロス代表との親善試合でフル代表デビューを果たした。